# Pentapadu
Pentapadu é um dos 46 mandals no distrito de Godavari Ocidental, no estado indiano de Andhra Pradesh. A sede está localizada na cidade de Pentapadu. O mandal faz fronteira com o mandal de Unguturu e de Tadepalligudem a ocidente, pelo mandal de Nidamarru a sul, pelo mandal de Tanuku e de Undrajavaram no norte e pelo mandal de Ganapavaram e de Undi a oriente.

## Demografia
De acordo com o censos de 2011, o mandal tinha uma população de 70,458 habitantes em 20,612 agregados familiares. A população total é constituída por 35,349 homens e 35,109 mulheres, com um rácio de 993 mulheres por cada 1000 homens. 6,834  crianças estavam entre a idade de 0 e 6 anos, das quais 3,456 são rapazes e 3,378 são raparigas, com um rácio de 977. A taxa de alfabetização situa-se nos 73.82%, totalizando cerca de 46,968 pessoas, das quais 24,428 são homens e 22,540  são mulheres.
A maioria das pessoas pertencem ao grupo Schedule Caste, com um total de 14,665, enquanto o outro grupo Schedule Tribe é composto por 381 pessoas.

### Labor
No censos de 2011 na Índia, 31,422 pessoas estavam envolvidas em algum tipo de actividade laboral, o que inclui 22,108 homens e 9,314 mulheres. Destas pessoas, 26,012 descreveram o seu trabalho como um trabalho principal, 3,238 como cultivadores e 16,030 declararam trabalhar em algum tipo de trabalho agrícola. 568 declararam trabalhar em casa e 6,176 em outros tipos de trabalho. Destas pessoas, 5,410 são trabalhadores marginais.

## Administração
O mandal é administrado pela assembleia constituinte de Tadepalligudem, do Lok Sabha de Narasapuram.

## Cidades e vilas
De acordo com o censos de 2011, o mandal tem 21 aglomerados populacionais, sendo todos eles vilas. Pentapadu é a maior e Devaracheruvukhandrika é a mais pequena, isto em termos de população.
As vilas do mandal são as seguintes:
1. Akuteegapadu
2. Alampuram
3. B.Kondepadu
4. Bodapadu
5. Chintapalle
6. Darsiparru
7. Devaracheruvukhandrika
8. Jatlapalem
9. Kaspapentapadu
10. Korumilli
11. Meena Valluru
12. Mudunuru
13. Padamara
14. Parimella
15. Pentapadu
16. Prathipadu
17. Racharla
18. Ravipadu
19. Umamaheswaram
20. Vallurupalle
21. Yanalapalle

## Educação
O mandal desempenha um importante papel na educação dos estudantes das vilas. A escola primária e secundária é transmitida pelo governo e por escolas privadas, sob o departamento de estado da educação escolar. De acordo com um relatório do ano académico de 2015-2016, o mandal tinha mais de 8,527 estudantes em mais de 79 escolas.